# Circonvoluzione frontale inferiore
La circonvoluzione frontale inferiore è una circonvoluzione del lobo frontale. Osservando la figura a lato, la zona colorata di giallo corrisponde a tale circonvoluzione.
Il suo confine superiore è il solco frontale inferiore, che la divide dalla circonvoluzione frontale media, mentre il suo limite inferiore è dato dalla fessura laterale, che la divide dalla circonvoluzione temporale superiore, nella immagine colorata in verde. Il suo bordo posteriore è dato dal solco precentrale inferiore.
Al di sopra di essa vi è la circonvoluzione frontale media, e immediatamente posteriormente ad essa la circonvoluzione precentrale.

## Suddivisioni
La circonvoluzione frontale inferiore può essere suddivisa nelle seguenti strutture anatomiche (in giallo nell'immagine in alto, appena sotto l'indicazione della circonvoluzione frontale inferiore):
- Parte opercolare (zona di corteccia posteriore al ramo ascendente della fessura laterale)
- Parte triangolare (zona di corteccia compresa tra ramo ascendente e il ramo orizzontale della fessura laterale)
- Parte orbitale (zona di corteccia inferiore e anteriore al ramo orizzontale della fessura laterale)

La circonvoluzione frontale inferiore include le seguenti aree citoarchitettoniche della corteccia cerebrale:
- Area 44 di Brodmann
- Area 45 di Brodmann
- Area 47 di Brodmann
- Aree citoarchitettoniche dell'opercolo frontale profondo

Le aree citoarchitettoniche, pur con una certa approssimazione, corrispondono alle seguenti strutture macroanatomiche: dall'area 44 di Brodmann alla parte opercolare, dall'area 45 di Brodmann alla parte triangolare, dall'area 47 di Brodmann alla parte orbitale. Nell'emisfero dominante del cervello l'area 44 di Brodmann corrisponde all'area di Broca: talvolta l'area di Broca si estende fino a comprendere le aree 44 e 45 di Brodmann.

## Funzioni cognitive
La circonvoluzione frontale inferiore destra è stata tipicamente messa in relazione con compiti esegui/non esegui. 
In tale tipologia di compiti, il partecipante è chiamato ad inibire una risposta prepotente (ad esempio smettere di premere un pulsante quando appare un segnale rosso). Sembra che questa stessa area sia anche implicata in una funzione di avversione al rischio: uno studio ha messo in evidenza come una maggiore avversione al rischio sia correlata con un'attività più importante di quest'area.
Questo fatto potrebbe essere spiegato con l'esistenza di un segnale di inibizione nell'accettare un'opzione rischiosa.
Qualsiasi tipo di alterazione dell'attività di questa zona cerebrale (ad esempio tramite stimolazione magnetica transcranica o tramite una stimolazione elettrica diretta transcranica) porta infatti a modificare gli atteggiamenti individuali nei confronti del rischio, come ad esempio nell'effettuare delle scelte comportamentali eccessivamente rischiose.

La circonvoluzione frontale inferiore sinistra è estremamente importante per la produzione del linguaggio e la comprensione delle parole verbo (l'emisfero cerebrale sinistro corrisponde al "lato dominante" per i soggetti destrimani). Comunemente questa zona è conosciuta come "Area di Broca".
I soggetti con danni a carico di questa regione cerebrale si presentano spesso con un'afasia non fluente. I soggetti affetti da afasia non fluente presentano delle enormi difficoltà nel produrre un discorso, tuttavia il discorso che viene prodotto è ricco di contenuti rispetto ai soggetti affetti dalla cosiddetta afasia di Wernicke, ovvero quelle persone che presentano danni alle regioni linguistiche posteriori, la cui afasia è considerata "fluente" ma il cui eloquio è parafasico e ricco di circonlocuzioni con neologismi.

## Galleria d'immagini

Circonvoluzione frontale inferiore (in rosso).
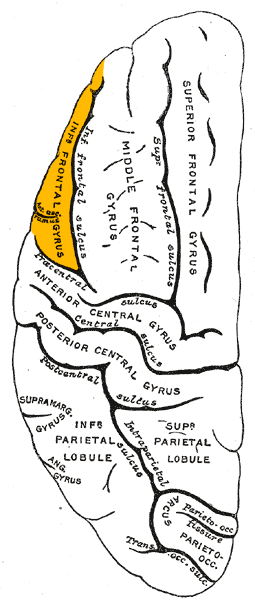
Superficie laterale dell'emisfero cerebrale sinistro, visione dall'alto.
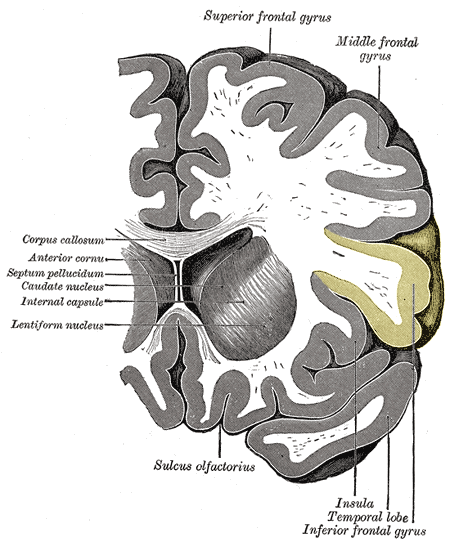
Sezione coronale (frontale) attraverso il corno anteriore del ventricolo laterale. La circonvoluzione frontale inferiore è evidenziata in giallo.
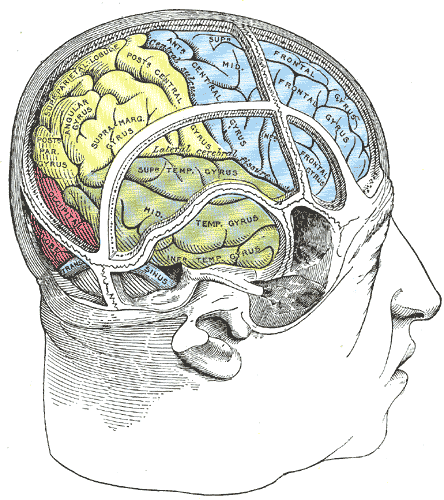
Disegno che mette in evidenza la relazione tra il cervello ed il cranio.
Visione laterale di un cervello umano, sono indicate le principali circonvoluzioni.
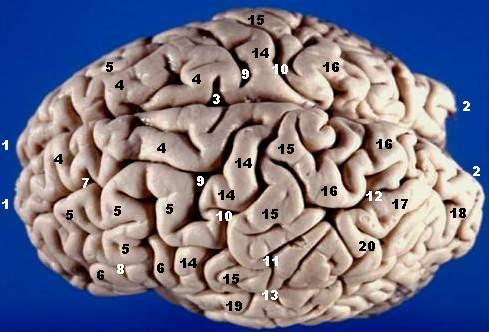
Cervello umano - emisferi sinistro e destro - visione supero-laterale: La circonvoluzione frontale inferiore è indicata con il numero 6
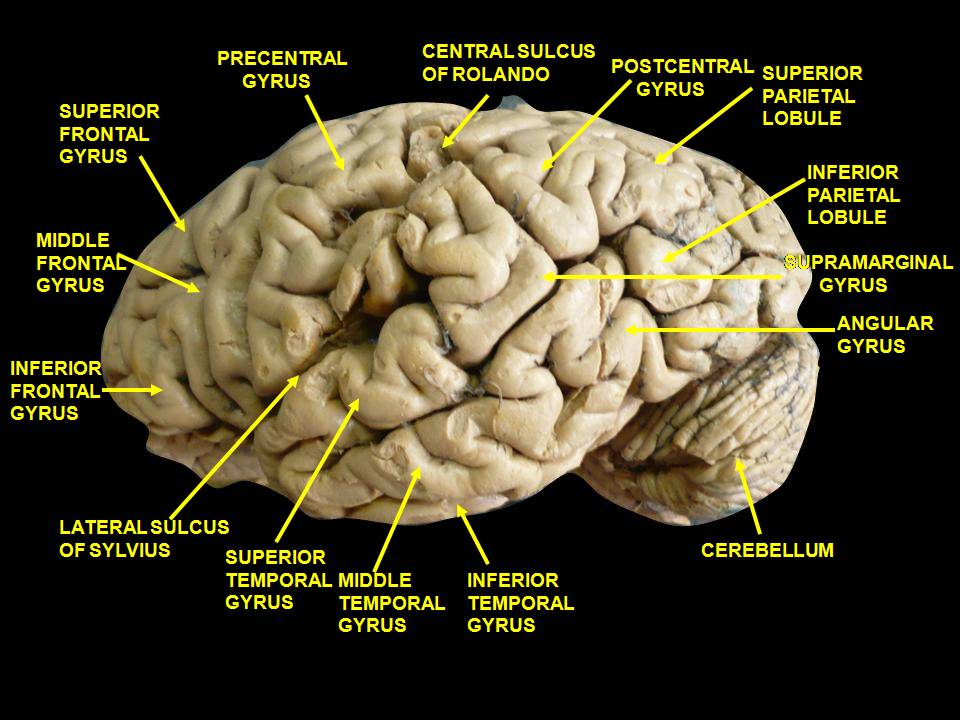
Cervello. Visione laterale. Dissezione profonda.
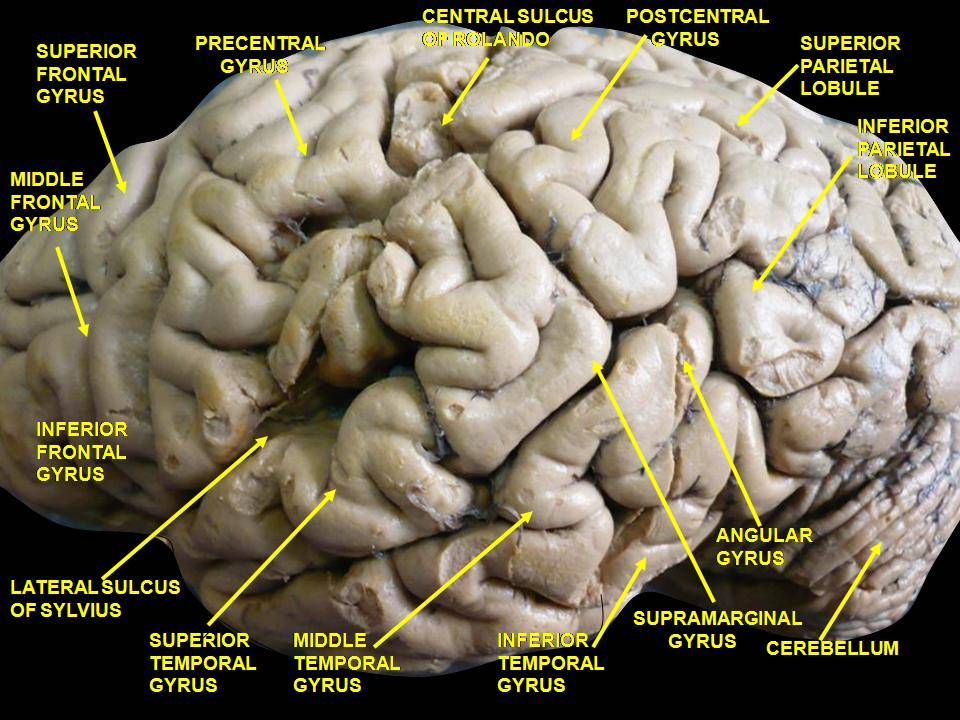
Cervello. Visione laterale. Dissezione profonda.
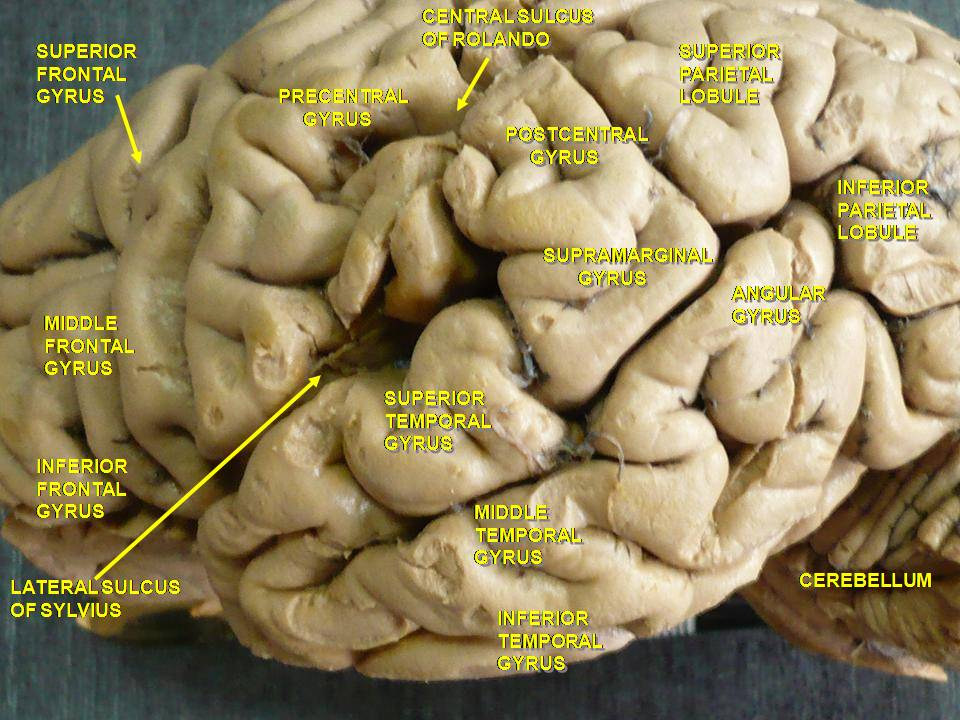
Cervello. Visione laterale. Dissezione profonda.